# 118
Năm 118 là một năm trong lịch Julius. 